# Маринино
Мари́нино (рос. Маринино) — присілок у складі Дмитровського міського округу Московської області, Росія.

## Історія
Марининське згадується під 1447 роком як таке, що належить Троїце-Сергієвому монастирю. У ньому було 32 селянських подвір'я та дерев'яна церква Миколи Чудотворця.

## Населення
Населення — 31 особа (2010; 39 у 2002).
Національний склад (станом на 2002 рік):
- росіяни — 97 %